# Fridolin Mück
Fridolin Mück (* 31. Oktober 1875 in Dohle, Nordmähren (heute Šternberk); † 5. Juli 1949 in Linz) war ein österreichischer Politiker (CSP) und Direktor des Grundbuchamtes Pöggstall. Mück war von 1927 bis 1934 Abgeordneter zum Landtag von Niederösterreich.
Nachdem Mück zwischen 1896 und 1899 seinen Militärdienst abgeleistet hatte, trat er in den Dienst der Gendarmerie und stieg zum Postenkommandant in Wallsee auf. Um 1907 übersiedelte er nach Pöggstall, legte die Staatsprüfung für das Gerichtskanzlei- und Grundbuchsfach ab und arbeitete am Grundbuchamt Pöggstall. Zudem engagierte er sich im Gemeinderat von Pöggstall, war Bauernkammerrat und Gründer sowie Obmann mehrerer landwirtschaftlicher Körperschaften. 1938 übersiedelte er nach Oed bei Amstetten. Mück vertrat die Christlichsoziale Partei zwischen dem 20. Mai 1927 und dem 30. Oktober 1934 im Niederösterreichischen Landtag.